# Manuel Arredondo
Manuel Antonio de Arredondo y Pelegrín, 1.er marqués de San Juan de Nepomuceno (* Bárcena de Cicero, ¿1738? - Lima, 10 de febrero de 1822) fue un magistrado y político español. Ejerció como oidor en las audiencias de Guatemala, Quito y Lima, y como regente en la de Buenos Aires y en la de Lima. Presidió esta última y en tal cargo le tocó provisionalmente ejercer el gobierno del Virreinato del Perú en 1801.
Fue hermano de Nicolás de Arredondo, militar y virrey de Río de la Plata entre 1789 y 1795. Su sobrino, Manuel Arredondo y Mioño, fue un militar al servicio del Rey de España que hizo carrera en el Perú, donde sirvió bajo las órdenes de los virreyes José Fernando de Abascal y Joaquín de la Pezuela.

## Biografía
Fue hijo de Nicolás de Arredondo Aedo y Zorrila, Caballero de Calatrava, y Teresa de Pelegrín y Venero. Nombrado en 1773 oidor de la Real Audiencia de Guatemala, en 1773 fue trasladado con el mismo cargo a la Real Audiencia de Lima (1779) donde se le encomendó el proceso contra el rebelde José Gabriel Condorcanqui (Túpac Amaru II) y sus aliados (1781).
Promovido a regente de la Real Audiencia de Buenos Aires (1783), permaneció allí durante cuatro años, para retornar luego a la de a Lima con igual categoría (1788).
En 1790 se le concedió la Orden de Carlos III y fue nombrado miembro honorario del Consejo de Indias (1794). A la muerte del virrey del Perú Ambrosio O'Higgins, el 18 de marzo de 1801, Arredondo asumió el gobierno del Virreinato del Perú como Presidente de la Real Audiencia y Capitán General interino del Perú. Ejerció tan alta investidura hasta la llegada del nuevo virrey, Gabriel de Avilés y del Fierro, el 6 de noviembre del mismo año.
Como recompensa a sus servicios, el rey Carlos IV le otorgó en 1808 el título de marqués de San Juan Nepomuceno. En 1810 fue comisionado para ordenar la gobernación de Huancavelica y la explotación del azogue en esa región.
Al iniciarse la revolución hispanoamericana y cuando el virrey Abascal celebraba juntas y tomaba la ofensiva contra Chile, Quito y el Alto Perú, se asegura que el regente Arredondo era de parecer que debían cubrirse y defenderse las fronteras, pero no enviarse expediciones costosas a los demás virreinatos, «donde la discordia bastaría para que se aniquilasen los países disidentes», que por otra parte no tenían medios para luchar abiertamente contra el Perú. En 1815 estuvo Arredondo encargado de la dirección y demás concerniente a la obra de los tajamares del río en la parte fronteriza a la plaza y alameda de Acho que en aquel tiempo se renovaron y mejoraron, para lo cual el cabildo le entregó los fondos necesarios. Se jubiló en 1817 y murió cinco años después.
Casado dos veces, la primera con doña Juana Micheo, y la segunda en 1797 con doña Juana Josefa de Herce y Dulce (viuda de don Juan Fulgencio Apesteguia, segundo marqués de la Torrehermosa), no tuvo descendencia. A la muerte de doña Juana, Arredondo se vio heredero de una cuantiosa fortuna, en la que figuraban las haciendas de Ocucaje en Ica y Montalbán en Cañete. Al fallecer en 1822 dejó de albacea al deán Francisco Xavier de Echagüe y de heredero a su sobrino el brigadier Manuel Arredondo y Mioño. Sin embargo, sus bienes fueron expropiados por el gobierno independiente y las haciendas de Montalbán y Cuiva fueron donadas al general Bernardo O’Higgins, Director Supremo de la República de Chile. Luego de muchos años se indemnizó por el erario peruano del valor de esas haciendas a Ignacia Novoa, viuda y heredera del mencionado brigadier Arredondo.

## Gobierno de la Audiencia de Lima (1801)
La Audiencia de Lima presidida por el doctor Manuel de Arredondo y Pelegrín ejerció el gobierno durante ocho meses, tiempo que duró la vacante de Virrey. En todo ese lapso no se llevó a cabo obra de importancia. Cuando llegó al fin el nuevo virrey, Gabriel de Avilés, la situación era crítica, pues a la crisis por la que pasaba la economía del Estado se había agregado la guerra con Inglaterra y el trastorno consiguiente del comercio y la navegación.